# 阿纳托利·雷巴科夫
阿纳托利·纳乌莫维奇·雷巴科夫（俄语： 1911年—1998年）苏联、俄罗斯作家，著有反斯大林主义小说《阿尔巴特街的儿女》、《沉重的黄沙》及众多广受欢迎的儿童作品，如《克罗什历险记》、《青铜鸟》。

## 生平
1911年出生于乌克兰。父亲是工程师。1917年十月革命后随家人迁居莫斯科。1929年进入莫斯科运输学院公路系。1933年底，他因反革命煽动的罪名被内务人民委员部逮捕，被判处流放西伯利亚三年。1935年11月5日获释。1936年至1941年在乌法、加里宁格勒和梁赞等地从事汽车修理和驾驶员等工作。1941年6月苏德战争爆发后奔赴前线。
1948年发表儿童文学《佩剑》揭开了个人文学创作生涯的序幕。1951年长篇小说《驾驶员们》获斯大林文学奖金。1987年，自传体长篇小说《阿尔巴特街的儿女》在《各族人民友谊杂志》连载，大获好评。杂志的发行量从15万猛增到80万。
1989年至1991年担任国际笔会苏联分会主席。1998年12月23日在美国纽约去世。